# 天皇制廢止論
天皇制廢止論（日语：／ tennōsei haishiron）是廢除天皇制的一種主張。狹義上指廢除大日本帝國憲法之下的天皇制（君主制廢止論），廣義上包含廢除日本國憲法之下的象徵天皇制。相當於其他國家的共和主義。
最早的天皇廢止論是在自由民權運動中提出的共和主義主張。中江兆民、幸德秋水都是著名的天皇廢止論者。幸德大逆事件之後，天皇制的是非成為禁忌話題。1945年日本投降之後，美國總統杜魯門宣稱天皇制度的存廢由日本人民的民意決定，這引起日本國內的廣泛討論。最後在1947年頒佈的日本國憲法中確定了象徵天皇制，天皇僅是國家和國民的象徵。不過日本新左翼大半支持廢止天皇制，發動了多次反皇室鬥爭，著名的事件有第一次坂下門亂入事件（1971年）、日光皇太子夫妻襲撃事件（1972年）、1974年暗殺昭和天皇未遂事件（虹作戰）、第二次坂下門亂入事件（1975年）、沖繩姬百合之塔事件（1975年）、東宮御所前爆彈所持事件（1975年）、1989年昭和天皇崩御時的恐怖爆炸事件可以举出等等。